# هزارکانیان

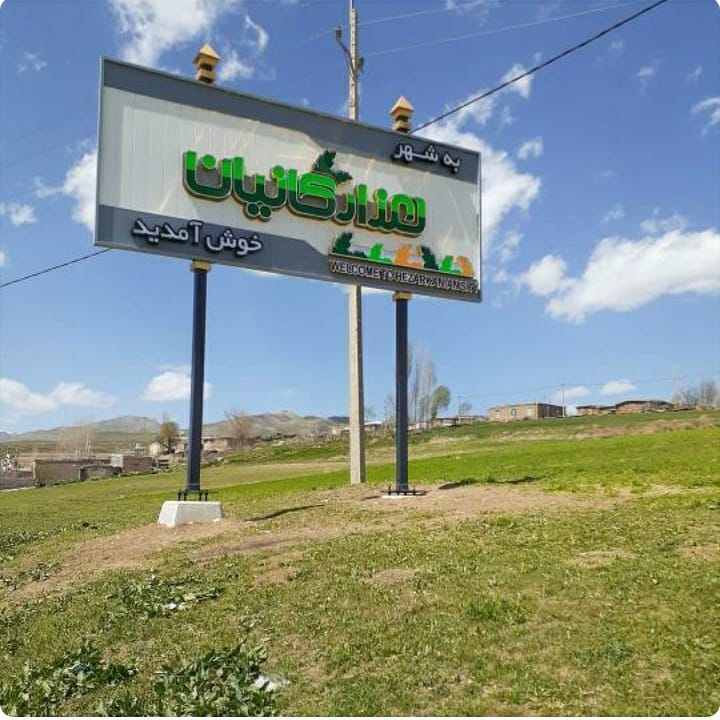
تابلو ورودی شهر هزارکانیان

هزارکانیان، یا به کوردی هه زارکانیان، و به زبان رومی Hezār Kānīān شهری از توابع بخش سارال شهرستان دیواندره در استان کردستان ایران است. هزارکانیان در سال ۱۳۹۹ براساس دستور العمل وزارت کشور به شهر تغییر یافت

## جغرافیای هزارکانیان
این شهر در دهستان سارال قرار دارد. هزارکانیان به صورت جغرافیایی از منطقه ای به نام یازی لیلاخی (ده کوون به معنی ده کهنه) تا اراضی روستای گیزمل در منطقه قاضی خان است. حدود اولیه هزارکانیان براساس اسناد موجود عبارتست ازː
حد اولː گردنگه کانی بیخیره که محل آبریز به جل و مل کانی بیخیره، حد دومː رودخانه قزل اوزن، حد سومː رودخانه گرجی و حد چهارمː گردنه اصحاب در پشت قریه یازی لیلاخی است.

این حدود براساس اسناد که از مجموعه 176 سند موجود است، هزارکانیان در سال با قیمت 300 روپیه ناصرالدین شاهی توسط شیخ حسن پدر شیخ حسین خریداری شده است.

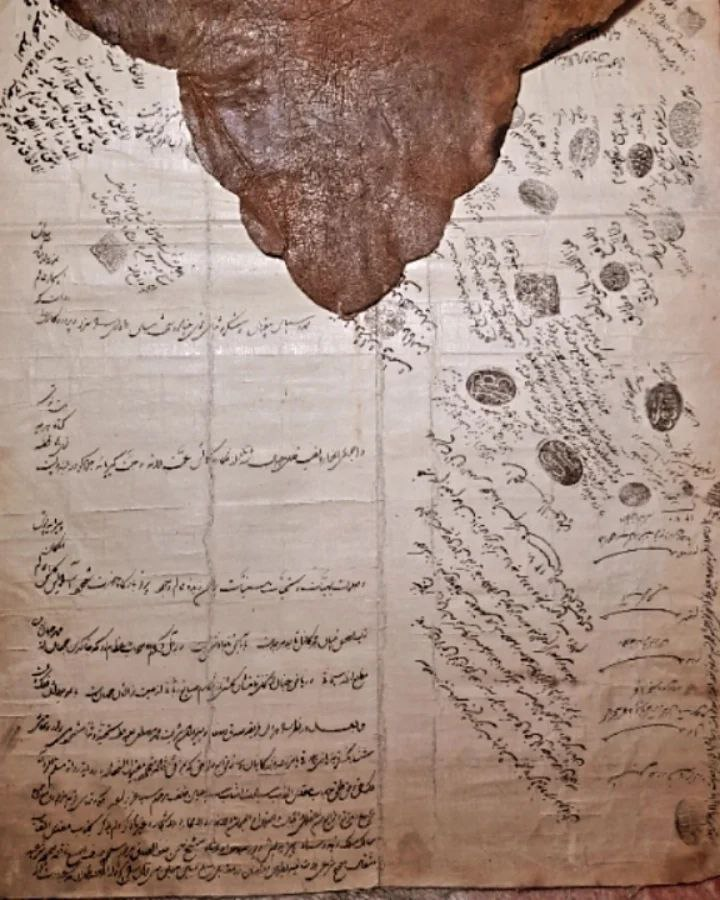
سند عروضی هزارکانیان
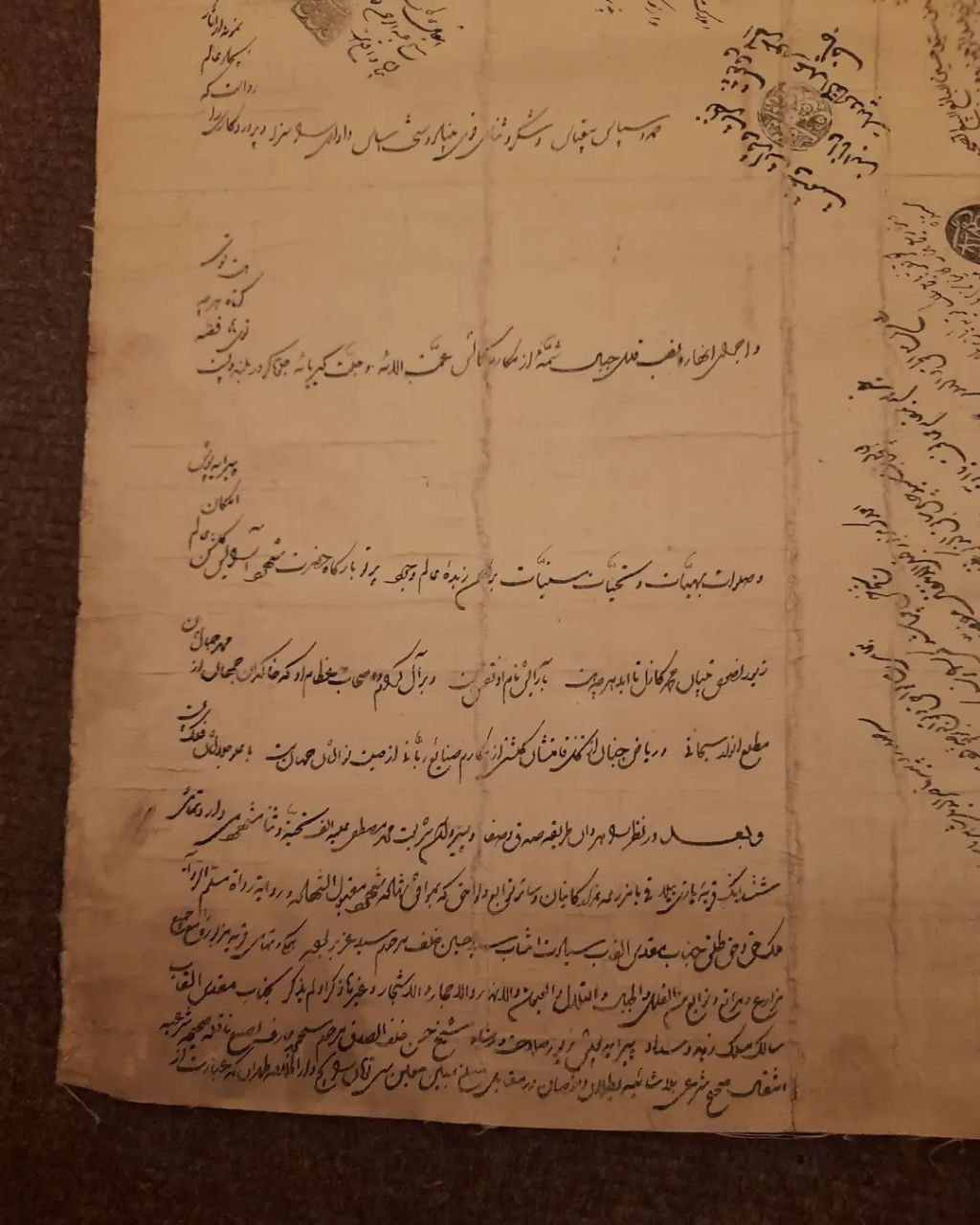
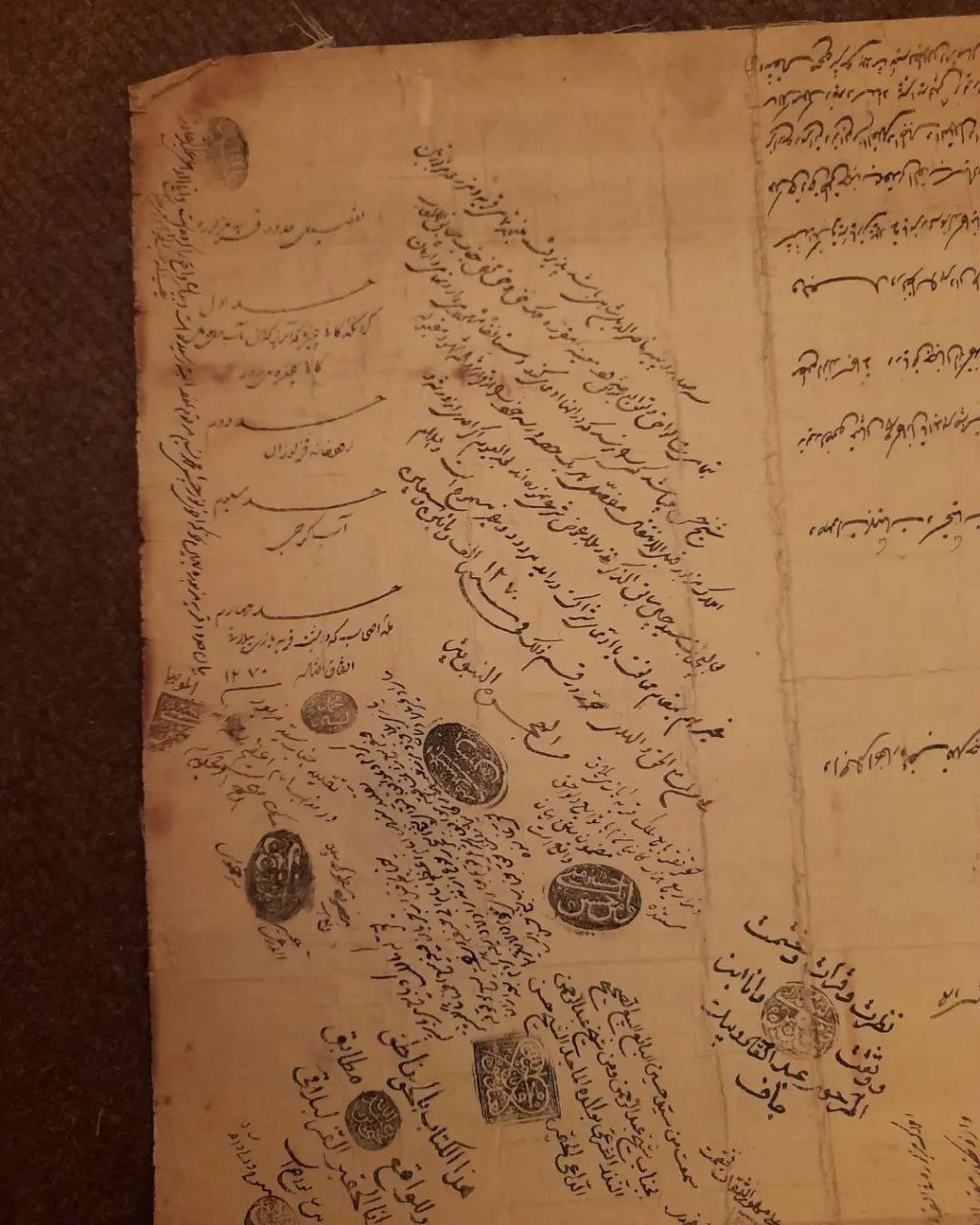
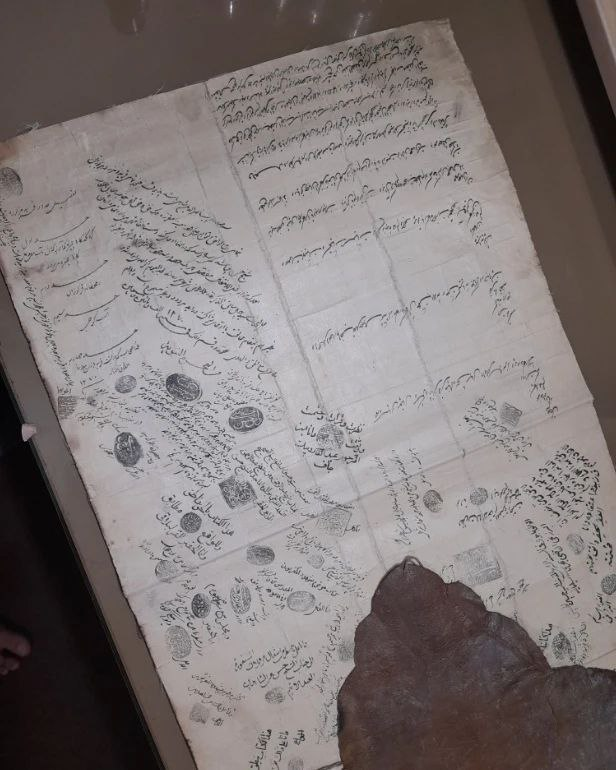

## جمعیت
براساس سرشماری مرکز آمار ایران در سال ۱۳۸۵، جمعیت آن ۵۱۱ نفر (۱۰۹خانوار) بوده‌است.

## اهمیت هزارکانیان
هزارکانیان به دلیل قرار گرفتن در شاهراه توسعه منطقه سارال از اهمیت بسیاری برخوردار است. در واقع قرار گرفتن هزارکانیان در مسیر ورودی به حوزه چهل چشمه نسبت به مناطق دیگر از جمله مریوان آسانتر، کم خطر تر و نیز سریعتر است. هزارکانیان یک نقطهٔ سکونتگاهی است که از نظر اداری و تقسیمات کشوری اخیراً به شهر تبدیل شده اما هنوز از نظر مورفولوژی و ساختارهای شهر سازی دارای ماهیتی روستایی است. که لازم است ساختار و عملکرد آن متناسب با تعریف جدید تغییر یابد. موقعیت شهر جدید هزار کانیان را می‌توان در محورهای زیادی تبیین و تحلیل نمود اما چهار محور: موقعیت دسترسی، ساخت ژئومورفولوژیکی، بنیان‌های اقتصادی و استراتژی‌های جمعیتی، برای توسعه اینچنین نقاط سکونتگاهی مؤثر تر است، که در صورت اتخاذ سیاست‌های درست سبب توسعه کالبدی این شهر جدید خواهد شد. باز هم تأکید می‌شود لازم است با تعریف جدید عملکردی و تنوع بخشی به اقتصاد شهری زمینه ماندگاری جمعیت فراهم شود.
همچنین هزارکانیان با توجه به موقعیت فرهنگی خود می‌تواند از نقاط مناسب برای گسترش فرهنگ‌های موجود در منطقه سارال باشد

## فرهنگ و بزرگان
هزارکانیان به واسطه حضور خاندان مردوخ دارای فرهنگ دیرینه ایی است. از جمله این افراد می‌توان به شیخ نعمت‌الله مردوخی هزارکانیانی، شیخ عبدالله هزاکانیانی مردوخی، حاج شیخ حسین هزارکانیانی و شیخ خالد خدامی اشاره کرد.

### حاج شیخ حسین هزارکانیان
حاج شیخ حسین مردوخی فرزند شیخ حسن فرزند شیخ محمدعارف که نسبش به شیخ عبدالغفار اول منتهی می‌شود، شخصی دانشمند، متقی، باهمت، مهمان‌دوست و مورد احترام خاص و عام بوده و در دههٔ دوم قرن چهاردهم هجری قمری وفات یافته‌است ایشان طبع شعر هم داشته و با مرحوم ملاعبدالرحیم معدومی نیز به مشاعره و مکاتبه نیز پرداخته‌است. متأسفانه از شعرهای او چیزی به دست نیامده است. بنابر روایت‌های نقل شده از بزرگان و معتمدین حاج شیخ حسین در بستر مرگ بوده‌است که پیامبر اسلام به خواب کسی رفته‌است و به وی امر می‌کند که به حاج شیخ حسین بگویید که تا به دیدار من نیاید از دنیا نخواهد رفت، واقعه همانگونه که نقل شده‌است اتفاق می‌افتد و حاج شیخ حسین به زیارت پیامبر رفته و در همان‌جا فوت و در عربستان به خاک سپرده می‌شود.

### شیخ عبدالله هزاکانیانی مردوخی
شیخ عبدالله فرزند حاج شیخ حسین نیز در روستای هزارکانیان زندگی می‌کرد، قدی بلند و قیافه‌ای برازنده داشت، خوب صحبت می‌کرد و بیانش گیرا و رسا بود. طبیبی حاذق، آشنا با طب قدیم و آگاه به طب جدید. کتاب‌های زیادی از طب قدیم از جمله قانون شیخ‌الرئیس ابن‌سینا را مطالعه کرده پس از فراغت از تحصیل مدتی دستیار و معین یکی از اطبای مشهور آمریکا و اروپا به‌نام دکتر سعیدخان (پیروز) کردستانی بود و از جهت اطلاعات و تجارب زیادی داشت. گیاه‌شناس نیز بود و بیشتر با داروهای گیاهی به مداوا و معالجه می‌پرداخت. کتابی هم دربارهٔ شناخت پاره‌ای از امراض ئ راه معالجه آن‌ها و نام بعضی گیاهان ناشناخته دارویی و بیان خاصیت هر کدام از آن‌ها به رشته تحریر کشیده بود، که بعد از درگذشت خود معلوم نشد نسخهٔ آن به دست چه کسی افتاد. مرحوم شیخ عبدالله هر سالی دوبار به تقاضای مردم به شهر سنندج می‌رفت و بیماران را مداوا می‌کرد، در یکی از سفرهایش بیمار شد و مدتی بستری شد و همانجا فوت و در گورستان واقع در تپه شیخ حمه صادق به خاک سپرده شدند. در این شهر و این بیماری منتهی به مرگ او شد، مرحوم شیخ عبدالله نیز طبع شعر داشته‌اند. از دیگر خصایص شیخ عبدالله میتوان به علاقه وی به کتابت و مخصوصا با گسترش اسلام تفسیر های اسلامی و قرآنی پرداخت. وی یک تفسیر جامع و کامل از قران را با دست خطی بسیار زیبا در حدود سال 1302 نوشته است که با نثری ادبی و قابل درک نوشته شده است. در سال 1403 در مراسمی در شهر هزارکانیان  از خدمات ایشان تقدیر و تجلیل به عمل آمد.

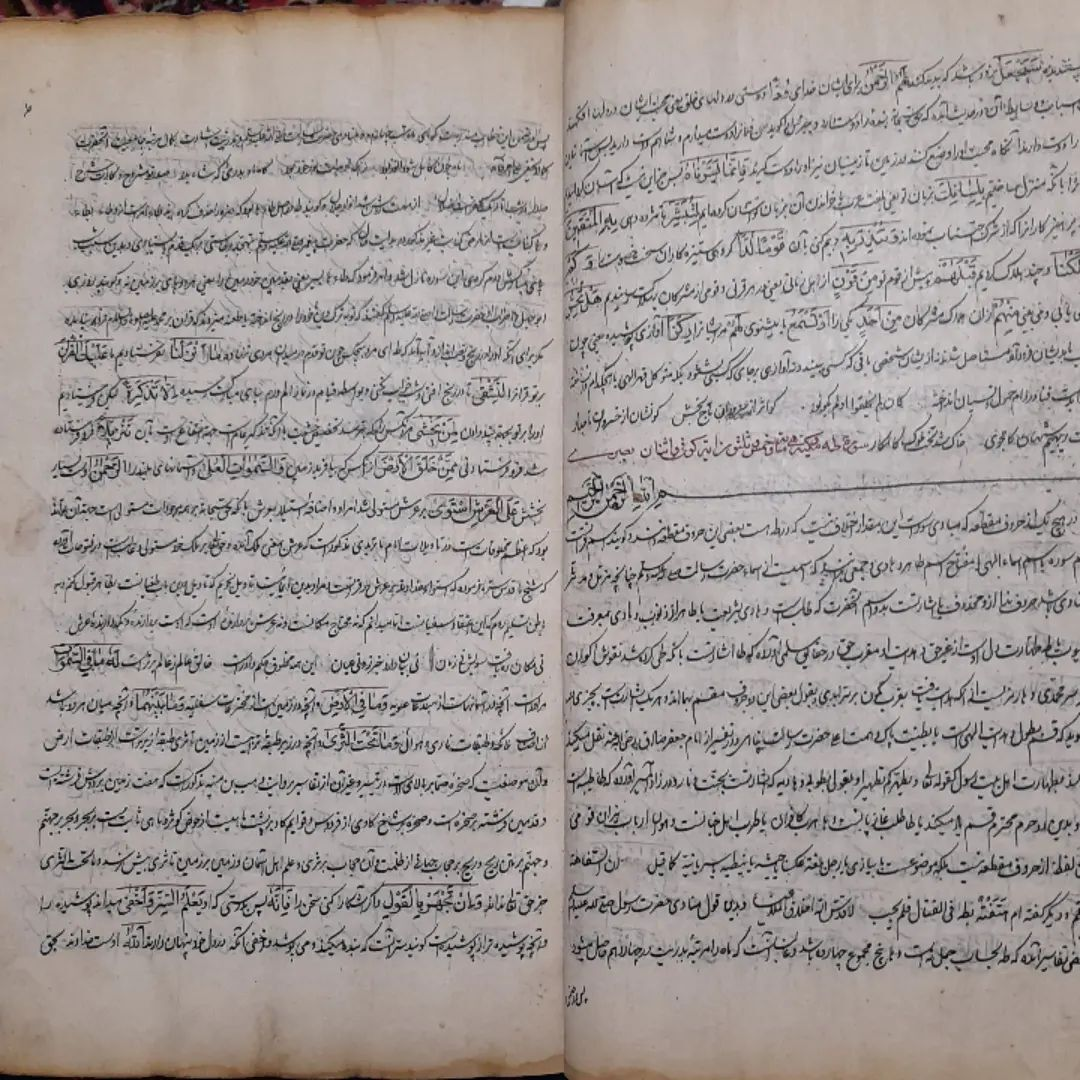
صفحاتی از تفسیر شیخ عبدالله

### شیخ نعمت‌الله مردوخی هزارکانیانی
شیخ نعمت‌الله فرزند شیخ عبدالکریم از مشایخ مردوخی رشته هزارکانیان به سال ۱۲۵۲ ه ـ. ق در روستای هزارکانیان متولد شده و تحصیلاتش را ابتدا نزد پدر شروع کرده و پس از آن مدت در مدارس دینی سنندج درس خواند. بعد از آن یک سال از محضر دانشمند بزرگ شیخ عبدالقادر مهاجر استفاده کرد و به اخذ اجازه فتوا نائل آمد. پس از آن به مسافرت و گشت و گذار در شهرهای عراق از جمله سلیمانیه و دیداری از استانبول پرداخته و هنگام مراجعت به اردبیل رفت و همان‌جا اقامت کرد و تا هنگام وفات ۱۳۴۴ ه ـ. ق در آن شهر به شغل مدرسی پرداخت.

### شیخ خالد خدامی

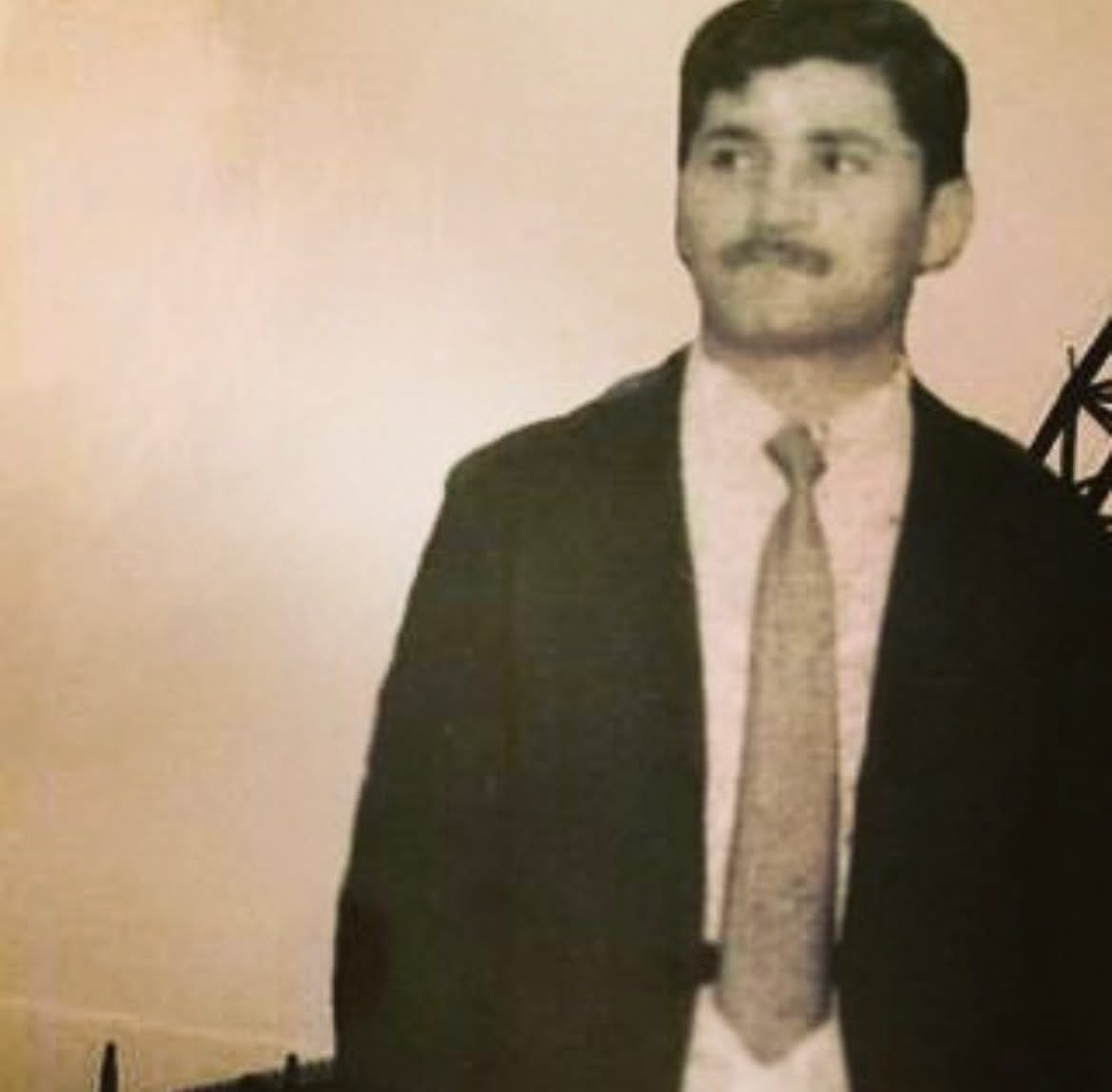
تصویر شیخ خالد خدامی از شاعران هزارکانیان و متولد این شهر

شیخ خالد خدامی فرزند شیخ محمد سعید خدامی از شعرای هزارکانیان بود، وی که در سال‌های اولیه در کنار خانواده خود در هزارکانیان زندگی کرده‌است، بعداً برای تحصیل به سنندج رفته و پس از مدتی برای کمک به خانواده خود به هزارکانیان بازگشته و در آنجا با کبری خانم از خانواده رحیمی ازدواج می‌کند، شیخ خالد در همان جوانی طبع نوشتاری و شعری بسیار زیبایی داشته‌است و مجموعه اشعاری از وی به جا مانده‌است. وی در سال ۱۳۶۱ و به دنبال تغییر حکومت توسط رای دادگاه سنندج اعدام می‌شود و در گورستان بهشت همدان به خاک سپرده شده‌است.

### سید خلیل حسینی (حاجی سید خلیل کول)

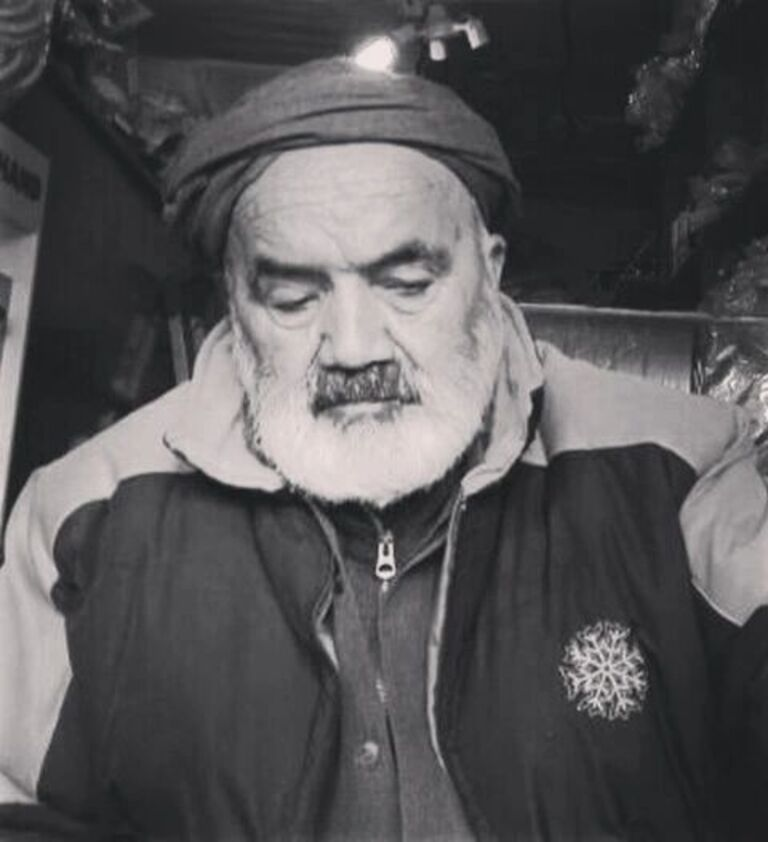
تصویر حاج سید خلیل حسینی

حاج سید خلیل حسینی فرزند نجم الدین از جد سید علامه روستای توار صمدی سنندج و متولد اول فروردین ۱۳۲۷ در روستای کول می باشد. سید خلیل که در زبان عامیانه با نام «حاجی سید خلیل» شناخته می شود در سال ۱۳۷۹ برای اولین بار به مکه مکرمه شرف یاب و بعد از ان ۴ بار دیگر به حج مشرف گردیده است. بیشتر شهرت  حاجی سید خلیل از بابت نگرش مردم منطقه و دیگر مناطق به ایشان است. منزل ایشان همواره شاهد حضور مهمانان و افرادی است که بنابر دلایل مختلف از جمله اعتقادات مذهبی و یا حل مسائل مناقشه ای به ایشان مراجعه میکنند.

## آب و هوا
هزارکانیان با توجه به موقعیت جغرافیایی دارای بهار خنک ، تابستان معتدل و زمستان های بسیار سردی است به گونه‌ای که در سال ۱۳۹۵ هزارکانیان به عنوان سردترین نقطه ایران معرفی شد. این شهر در اواخر تابستان و اوایل پاییز شاهد طوفان‌های متوسط گرد و خاک و گاهی تندبادهای شدید می‌شود این شهر در اسفند ۱۴۰۰ از ‍پربارش‌ترین شهر کردستان شناخته شد 

## دین و مذهب
هزارکانیان دارای جمعیت مسلمان سنی مذهب و اهل شافعی هستند. این روستا دارای یک مسجد بزرگ که به نام حاج شیخ حسن هزارکانیان شناخته می‌شود است و همواره مراسمات مذهبی، کلاس‌های آموزش قرآن و دیگر اصول فقهی و شرعی در آن آموزش داده می‌شود.

## شهرداری هزارکانیان

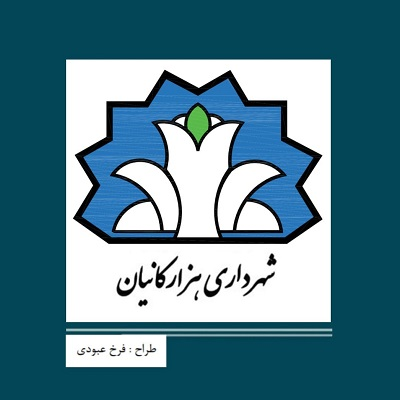
لوگوی شهرداری هزارکانیان

هزارکانیان پس از تبدیل شدن به شهر در سال 1399 شهرداری این شهر به ریاست ایوب مرادی تاسیس شد  و لوگوی این شهرداری به ثبت رسید. شهرداری بیشتر اطلاع رسانی ها و خبر رسانی های خود را در بستر تلگرام و بر روی کانال تلگرام شهرداری ارائه میدهد. براساس توضیحات طراح لوگو تداعی کننده طبیعت شهر، و بهره گیری از نمادهای سکون و آرامش و برابرای و برادری است که توسط طراح ثبت شده است 